# یین چنگشین
یین چنگشین (انگلیسی: Yin Chengxin؛ زادهٔ ۵ فوریهٔ ۱۹۹۵) شناگر شنای موزون زن اهل چین است.
وی در مسابقات کشوری و بین‌المللی در مجموع برندهٔ ۳ مدال طلا، ۸ مدال نقره شده‌است.